# 米高·麥當奴
米高·法蘭西斯·祖瑟·麥當奴爵士（英語： CBE；1882年—1956年），愛爾蘭裔英國人，大英帝國行政官員，反錫安主義者，於1927至1936年間擔任巴勒斯坦託管地首席按察司。批評者認為麥當奴是「反猶太主義煽動者」，對託管地猶太人懷有敵意。

## 教育及職業
麥當奴生於倫敦的一個愛爾蘭裔天主教家庭，就讀於該市聖保羅學校（後來他撰寫了該學校及其傑出校友的歷史），後在劍橋大學聖約翰書院攻讀醫學及法律，並擔任劍橋大學辯論社主席。在辯論社，麥當奴與其兄聲援愛爾蘭自治運動。兄弟兩人都是女性選舉權及女性學生劍橋大學入學權的堅定支持者。
從劍橋大學畢業後，麥當奴獲內殿律師學院認許為大律師。1908年，他撰寫了《愛爾蘭與地方自治運動》（Ireland and the Home Rule Movement）一書，攻擊英國在愛爾蘭的政策，並在更多方面對大英帝國提出指責。儘管如此，麥當奴還是在1911年加入了藩政局，在英屬西非工作了16年。在西非期間，麥當奴曾擔任英屬黃金海岸助理區域專員、岡比亞裁判官，以及塞拉利昂律政司及署理首席按察司。
在擔任巴勒斯坦託管地首席按察司期間，麥當奴強烈仇視猶太裔律政司諾曼·本特威奇。1929年，本特威奇遇刺受傷，後卸任律政司，麥當奴對此表示感到「如釋重負」。

## 退休及離世
1936年退休並返回倫敦後，麥當奴開始為巴勒斯坦阿拉伯人運動做宣傳工作。他發表了多篇文章，攻擊英國在巴勒斯坦地區（以色列地）的「親錫安主義政策」。1939年初充當阿拉伯代表團關於1915至1916年亨利·麥克馬洪爵士與麥加謝里夫侯賽因·本·阿里之間的通訊的顧問。同年接受英國反猶太主義報章《愛國者》（The Patriot）採訪，稱英國四千萬人口中的三十萬猶太人是「英國抗議活動的根源」。
1939年之後，麥當奴不再從事公眾及政治事務。1956年（一說1954年），麥當奴離世。

## 外部連結
- 米高·麥當奴的作品  - 古騰堡計劃
- 互联网档案馆中米高·麥當奴的作品或与之相关的作品